# Jasin Jazdi
Jasin Ali Jazdi (pers. یاسین یزدی; ur. 2003) – irański zapaśnik walczący w stylu klasycznym. 
Srebrny medalista mistrzostw Azji w 2025, a także MŚ wojskowych w 2023 roku. Wicemistrz świata juniorów w 2023. Trzeci na mistrzostwach Azji juniorów w 2023 roku. 